# Bithynie

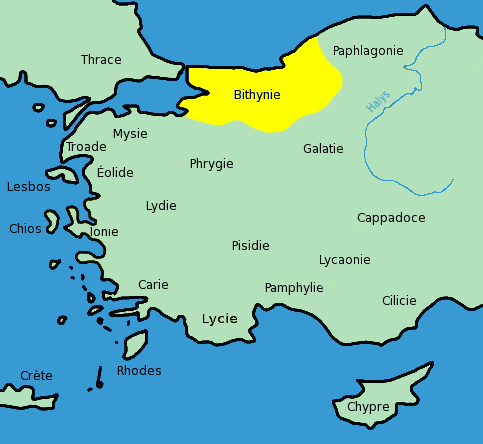
La Bithynie dans l'Asie mineure antique.

La Bithynie (en grec ancien : Βιθύνια / Bithýnia) est une région historique de l'Asie mineure située sur la côte nord, entre le détroit du Bosphore, la Propontide, le Pont-Euxin, la Paphlagonie, et bornée au sud par la Galatie et la Phrygie.
Les villes principales de Bithynie sont Nicomédie et Nicée, qui se disputent le titre de capitale selon l'époque, ainsi qu'Héraclée du Pont (actuelle Karadeniz Ereğli), Pruse (actuelle Bursa) et Chalcédoine (actuelle Kadıköy).
Elle est actuellement située en Turquie.

## La Bithynie entre indépendance et grands empires

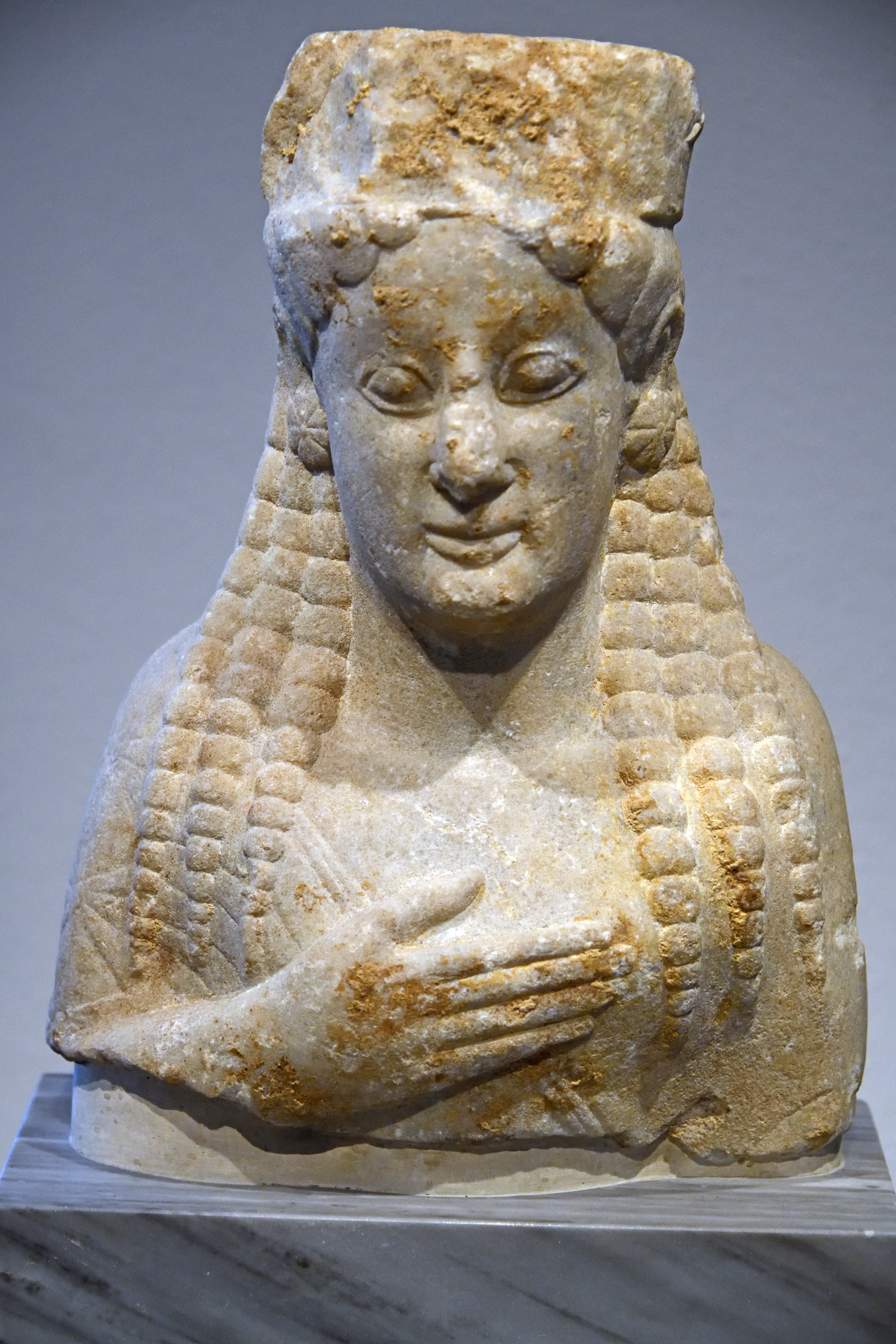
Haut du corps d'une statue de jeune fille. Chalcédoine (Turquie), marbre, vers 550 av. J.-C. Les yeux et le style vestimentaire font écho aux ateliers grecs indigènes.

Selon Hérodote et Xénophon dans l’Anabase, les Bithyniens et les Thyniens, fondateurs du pays, sont des tribus thraces. Ils forment d’abord un État indépendant avant d’être annexés par Crésus, roi de Lydie. Ils passent ensuite sous domination perse, où la Bithynie est incluse dans la satrapie de Phrygie.
Avant Alexandre le Grand, la Bithynie, déjà profondément hellénisée, retrouve son indépendance. Nicomède Ier est le premier roi de cette seconde période d’indépendance. Durant son long règne, de 278/243 av. J.-C., le royaume connaît la prospérité et jouit d’une position respectée parmi les petits royaumes d’Asie mineure.
Le jeune César reçoit de Rome la mission de demander au roi Nicomède IV le renfort de sa flotte. Il aurait servi d’échanson à la cour du roi et aurait partagé sa couche,. Nicomède IV est renversé par son voisin Mithridate VI, souverain du royaume pontique. Restauré sur le trône par la République romaine, il lègue par testament son royaume à Rome en 74 av. J.-C. La Bithynie devient alors province romaine. Bien que sise en Thrace, Byzance dépend alors, par périodes, de la province de Bithynie, notamment durant le mandat de gouverneur de Pline le Jeune.

### Liste des rois de Bithynie
- Avant Bas : Boteiras

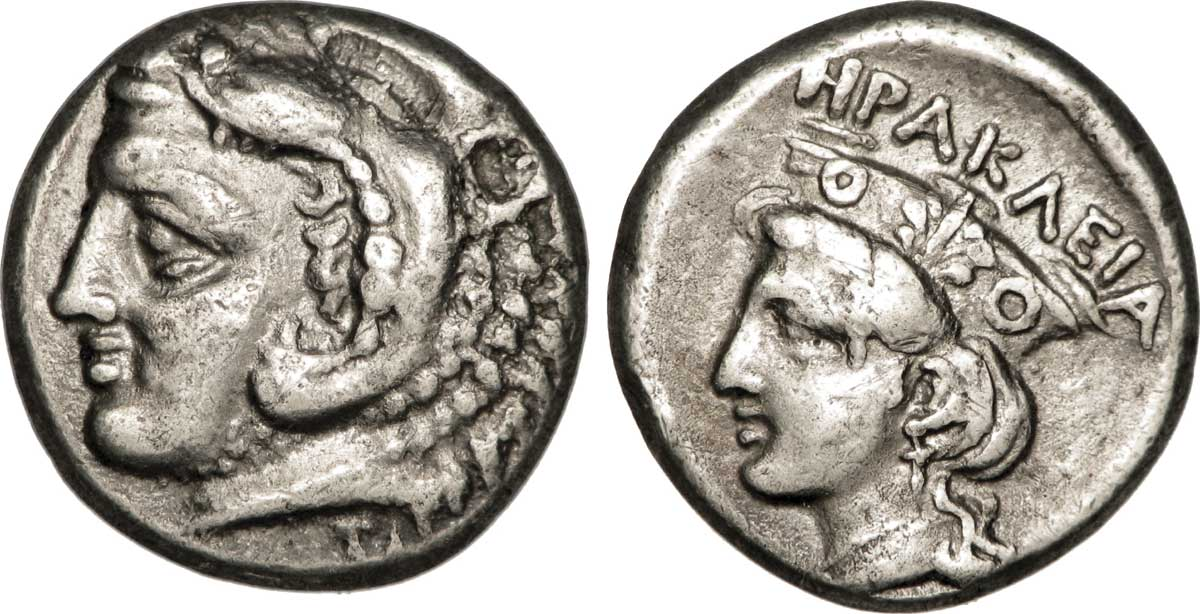
Drachme du royaume de Bithynie à l'effigie d'Héraclée pontique.

- 322-315 av. J.-C. : Bas, dynaste ;
- 315-278 av. J.-C. : Zipoétès Ier, dynaste puis roi en 297 av. J.-C. ;
- 278-250/243 av. J.-C. : Nicomède Ier ;
  - 278 av. J.-C. : Zipoétès II ;
- 250/243-228 av. J.-C. : Zélas ;
  - 250/243 av. J.-C. : Zipoétès III ;
- 228-182 av. J.-C. : Prusias Ier Cholos ;
- 180-149 av. J.-C. : Prusias II Cynegos ;
- 149-127 av. J.-C. : Nicomède II Épiphanès ; Nicomède II est le héros de la tragédie de Corneille, Nicomède ;
- 127-94 av. J.-C. : Nicomède III Évergètès ;
- 94-92 av. J.-C. : Nicomède IV Philopatôr ;
- 92-90 av. J.-C. : Socratès Chrestos ;
- 90-88 av. J.-C. : Nicomède IV Philopatôr, rétabli ;
- 88-85 av. J.-C. : annexion par Mithridate VI roi du Pont ;
- 85-74 av. J.-C. : Nicomède IV Philopatôr, rétabli une seconde fois ;
- il lègue par testament son royaume à Rome qui devient la province romaine de Bithynie.

### Bithyniens célèbres
Le plus célèbre Bithynien est probablement Antinoüs, l’amant de l’empereur romain Hadrien.
Denys d'Héraclée est également lié à la région, ainsi que l’impératrice Cornelia Salonina, épouse de l’empereur Gallien, qui en serait originaire. Le rhéteur Dion de Pruse, connu pour ses nombreux discours, est un autre Bithynien célèbre. Sainte Hélène, mère de l'empereur romain Constantin Ier le Grand (306-337), est également originaire de Bithynie : elle est née à Drepanum vers 248-249.

## La création de la province romaine

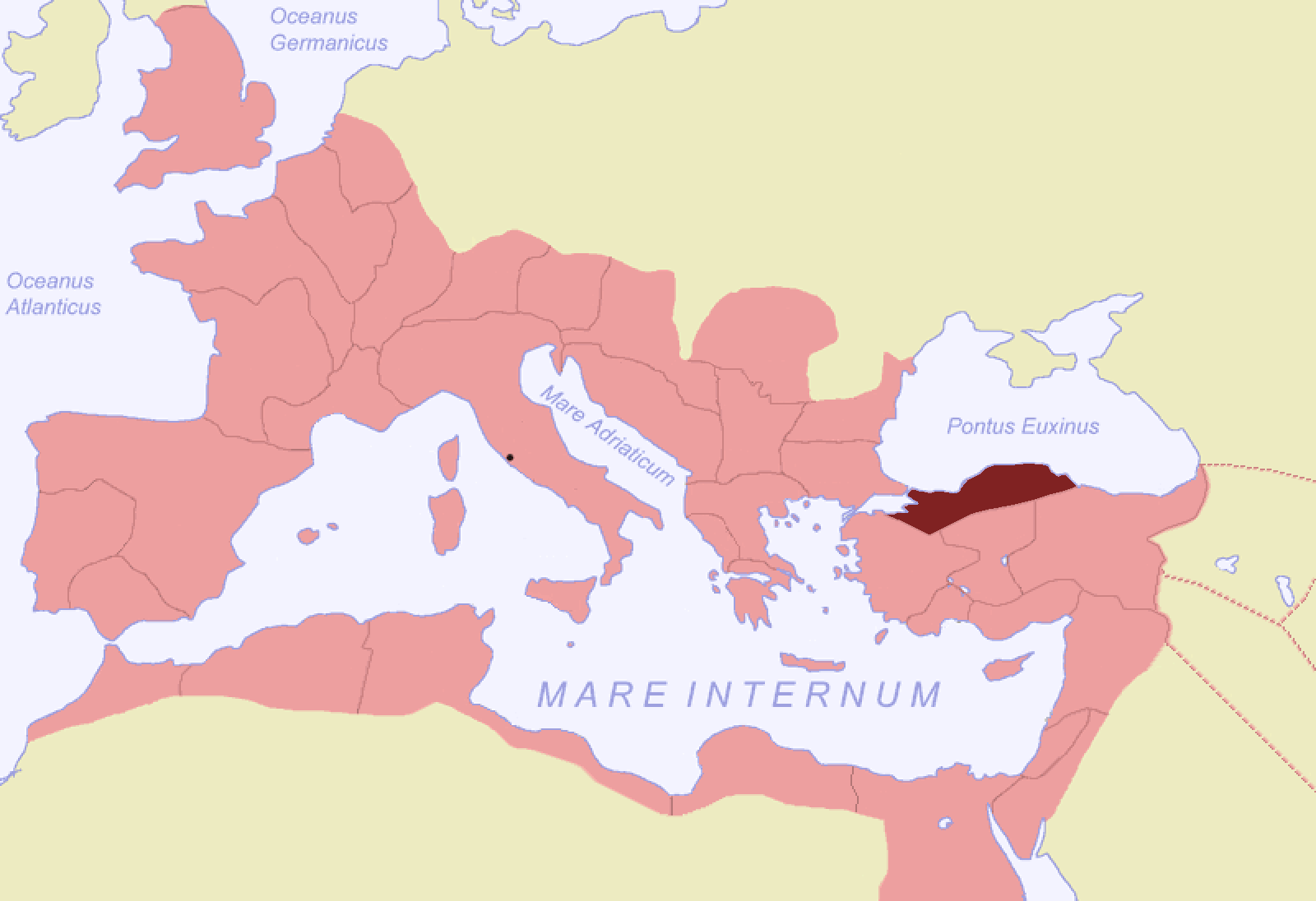
La province romaine de Bithynie et du Pont, vers 120.

En 74 av. J.-C., le roi Nicomède IV de Bithynie meurt sans héritier mâle légitime ; il lègue alors son royaume au Sénat romain, son allié depuis les guerres mithridatiques. Le Sénat accepte les legs de Nicomède IV et charge le gouverneur d’Asie (Iunius Iuncus) d’organiser la nouvelle province devenue romaine. Les problèmes de succession en Bithynie représentent une opportunité pour Mithridate VI d’envahir la nouvelle province romaine, alors que la population l’accueille tel un libérateur au début de l’année 73 av. J.-C.
Une autre chronologie est proposée par l’historien François de Callataÿ grâce aux arguments numismatiques : les dernières émissions de Nicomède pour 75/74 av. J.-C. et 74/73 av. J.-C. seraient posthumes. Mithridate, de son côté, frappa soudainement de nombreuses séries dans l’hiver 76/75 av. J.-C. La mort de Nicomède interviendrait donc dans l’hiver 76/75. Dans cette autre chronologie, on consacre l’ensemble de l’année 75 av. J.-C. à Rome et à l’examen du testament de Nicomède et des procédures de contestations organisées par Mithridate. Concernant la Bithynie, elle aurait été provincialisée dans l’hiver 75/74 av. J.-C. et confiée à Iuncus, qui cumulait la province d’Asie et de Bithynie avant de transmettre cette dernière à Aurelius Cotta. François de Callataÿ place le début de la guerre contre Mithridate (menée par Lucullus) au début de l’année 74 av. J.-C. au lieu d’initialement, au début de l’année 73.

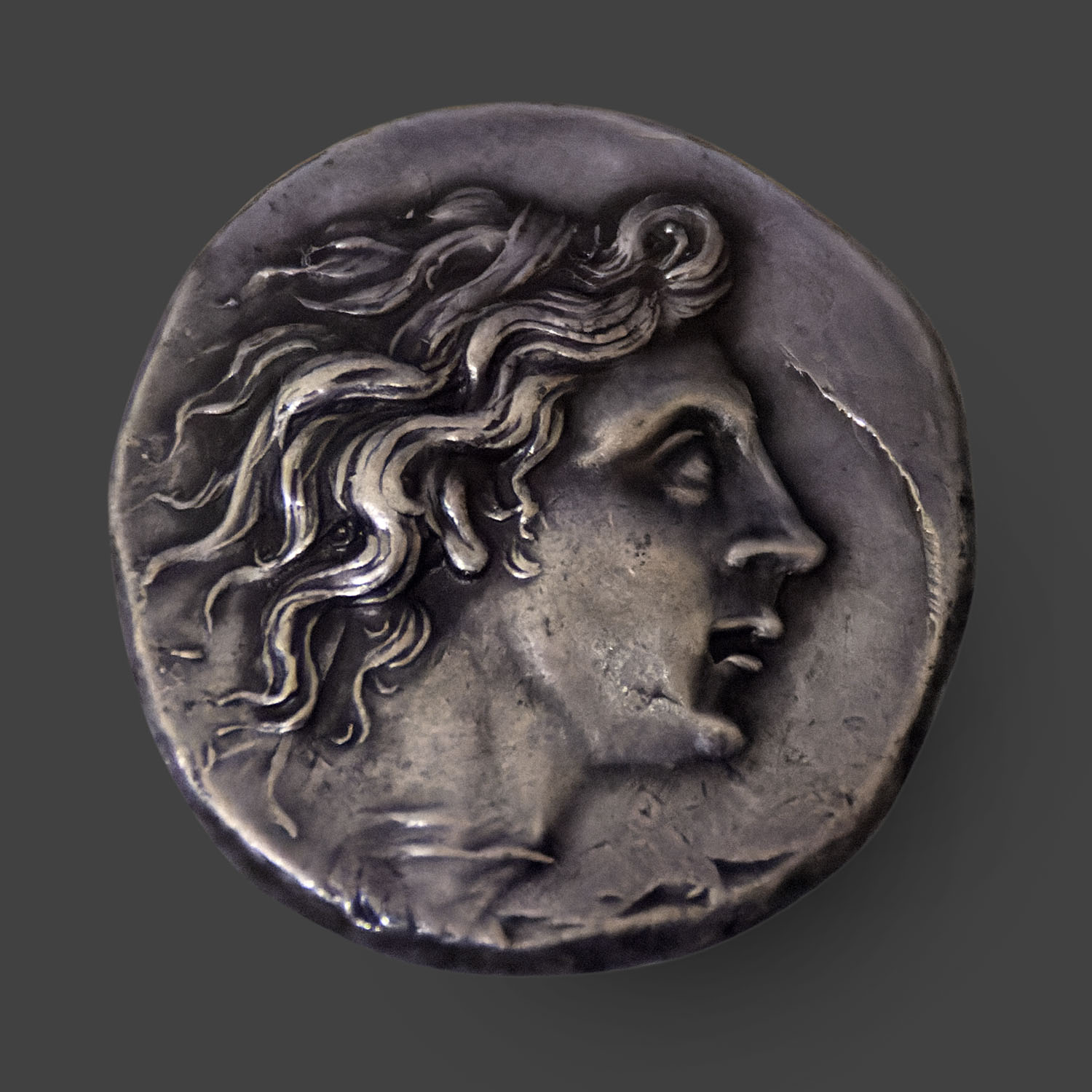
Tétradrachme en argent à l'effigie de Mithridate VI, frappé dans le royaume du Pont, en 110

Si on s'en tient à la première chronologie, de nombreux Romains, qui n'avaient pas oublié les massacres perpétrés en 88 av lors de la Première guerre de Mithridate menée par Sylla contre Mithridate, se réfugièrent dans Chalcédoine (une cité de Bithynie), à l'entrée méridionale du Bosphore. Le proconsul Aurelius Cotta, nommé en 73 av. J.-C. comme premier gouverneur de la province de Bithynie, échoue à résister à Mithridate tandis que le proconsul de Cilicie, Lucius Lucinus Lucullus (un des plus riches de Rome), pendant ce temps, récupère les légions de Servilius Isauricus en Cilicie. Lucullus réussit à maîtriser Mithridate et le contraint à lever le siège de Cyzique (une cité de Mysie). Il écrase l’armée de Mithridate et réussit à réoccuper la Bithynie. En 72 av. J.-C., il bat la flotte pontique grâce à sa flotte improvisée et oblige Mithridate à regagner ses États par la mer. Lucullus envahit aussitôt le royaume du Pont en passant par Amisos (actuelle Samsun), cité ravagée par le passage des armées. Après l’hiver 72-71 av. J.-C., Lucullus et ses troupes se font battre par la cavalerie adverse mais celui-ci se maintient dans les montagnes à la frontière avec la Cappadoce qui l’approvisionne. Mithridate décide alors de replier ses troupes et lève le camp pour aller en Arménie chez son gendre Tigrane II d'Arménie qui n’avait jamais répondu à ses appels à l’aide. Lucullus qui ne préfère pas poursuivre Mithridate, décide d’occuper stratégiquement les terres du Pont.
Après être reparti dans la province d’Asie, il met en place en place des réformes administratives qui le rendent populaire auprès du peuple, des troupes militaires et des financiers romains. Début 70 av. J.-C., Lucullus se rend au Pont pour réduire les dernières résistances où il prend les deux capitales Sinope et Amaseia. Ainsi, dès que l’ordre est rétabli, Lucullus invite le Sénat à envoyer sa commission d’organisation pour organiser la nouvelle province du Pont. Au terme de trois années de guerre, Lucullus avait le contrôle sur quatre provinces : l’Asie, la Bithynie, la Cilicie et le Pont. De plus, il avait renvoyé Mithridate du royaume du Pont ainsi qu’envahit l’Arménie qui appartenait à Tigrane dès 69 av. J.-C.
Pour ce qui est des détails de la provincialisation de la Bithynie, ils sont plus ou moins inconnus. L’organisation a dû être très sommaire, dans la mesure où un an au maximum s’est écoulé entre la transformation de la région en province et le début de la guerre. Il semblerait que Iuncus ait soumis à l’impôt provincial toutes les cités de l’ancien royaume, sauf Héraclée qui était une cité indépendante. On sait que la Bithynie fut réunie avec la province de l’Asie pour former un seul espace douanier.
À la fin de l’année 68 av. J.-C., Lucullus est victime d’une coalition d’intérêts réunissant Pompée, les publicains et une partie du Sénat autour de Cicéron, et la conséquence fut la non-prorogation de son commandement extraordinaire. Il est démis d’abord de la province de la Cilicie puis de celle d’Asie ainsi que de ses légions puis il abandonna ses commandements sur la Bithynie et sur le Pont (réoccupé par Mithridate). Grâce à la Lex Gabinia de janvier 67 av. J.-C. contre la piraterie et la Lex Manilia de janvier 66 av. J.-C. sur la poursuite de la guerre contre Mithridate, Pompée devient le grand commandant de l’Asie et l’Orient romain à la place de Lucullus. Pompée en 63 av. J.-C., apprend le suicide de Mithridate pendant qu’il est en Syrie.
La réorganisation administrative de l’Asie est achevée par Pompée entre 64 et 62 av. J.-C. Pompée remania l’organisation des trois provinces d’Asie, de Cilicie et de Bithynie. La Lex Pompeia régit la réorganisation de la Bithynie en nouvelle province de Bithynie-Pont. Cette loi est perçue comme une exception dans l’histoire de la provincialisation romaine car elle interfère directement avec les institutions grecques qui régulaient la Bithynie avant l’arrivée des Romains. Il est probable que le texte se divisait en plusieurs rubriques énumérant les réformes institutionnelles locales, identifiant les différentes entités administratives, fixant les limites des territoires, reconnaissant les privilèges de chaque communauté. Pompée, après avoir ajouté la Bithynie au royaume du Pont, procéda au redécoupage du territoire entre les cités : onze cités pontiques viennent s’ajouter aux huit cités bithyniennes. La Lex Pompeia est une des rares initiatives institutionnelles romaines dans une province. On peut la considérer comme un cas particulier car les Romains la plupart du temps n’interviennent pas dans les institutions civiques des territoires qu’ils provincialisent, ainsi, la Bithynie est une exception. En général, quand les Romains organisent une province, ils prennent une loi fondamentale (la lex Sempronia de Asia pour l’Asie par exemple) et définissent les cités libres, les frontières et les taxes. La Lex Pompeia quant à elle, modifie les institutions de la Bithynie par le biais de réformes inspirées du modèle oligarchique romain : réduction de la démocratie pour donner plus de pouvoir aux notables, création de censures locales, imposition d’un cens pour les candidats aux magistratures, formation de Conseils permanents et non plus tournants, imposition de règles générales relatives à la gestion des citoyennetés locales qui allaient à l’encontre de la tradition grecque... Tout cela dans un but favorisant l’ordre et limitant la pression populaire. Mais pourquoi spécifiquement en Bithynie ? Mithridate a réussi à rallier de très nombreuses régions grecques et la Bithynie était pro-Mithridate lors des guerres mithridatiques donc on peut voir la lex Pompeia comme une punition romaine afin de limiter les pressions démocratiques en s’appuyant sur les notables normalement davantage conservateurs. On peut donc affirmer que le non-interventionnisme romain relève d’une question de pragmatisme, les formes de domination s’adaptant au contexte local de chaque province.
À la fin des années 60 av. J.-C., on compte alors trois provinces romaines en Anatolie : l’Asie, la Bithynie et Pont, la Cilicie.

## La Bithynie province byzantine

Bithynie et thèmes byzantins vers 842

Aux débuts du christianisme, la Bithynie est mentionnée deux fois dans le Nouveau Testament : dans les Actes des Apôtres, où Paul de Tarse et ses compagnons sont empêchés de s'y rendre (XVI, 7), ainsi que dans la première épître de l'apôtre saint Pierre adressée à diverses communautés d'Asie mineure dont nommément la Bithynie (I, 1).
Saint Abraham y fut évêque de Cratea (aujourd’hui Guerede en Turquie) au Ve siècle.
Pendant l’Antiquité tardive et tout le Moyen Âge, de nombreux monastères furent fondés en Bithynie et s’y maintinrent. Le pays était aussi une province maritime, avec des chantiers navals très actifs qui contribuèrent au déboisement de la région (l’art de la charpenterie de marine en bois s’est transmis jusqu’à nos jours, par exemple à Chromna, aujourd’hui Kurucaşile). Il est intégré aux thèmes byzantins des Optimates et des Bucellaires.
La Bithynie resta byzantine jusqu’en 1328 lorsqu’elle est conquise par les Ottomans, la population devenant ensuite petit à petit turque et musulmane (les derniers Grecs sont expulsés en 1923 selon les dispositions du traité de Lausanne). La Bithynie était une province de l'Empire ottoman jusqu'à l'effondrement de ce dernier en 1923.